# 1970 en architecture
| Années de l'architecture : 1967 - 1968 - 1969 - 1970 - 1971 - 1972 - 1973    |
| Décennies de l'architecture : 1940 - 1950 - 1960 - 1970 - 1980 - 1990 - 2000 |

Cet article présente les faits marquants de l'année 1970 en architecture.

## Réalisations

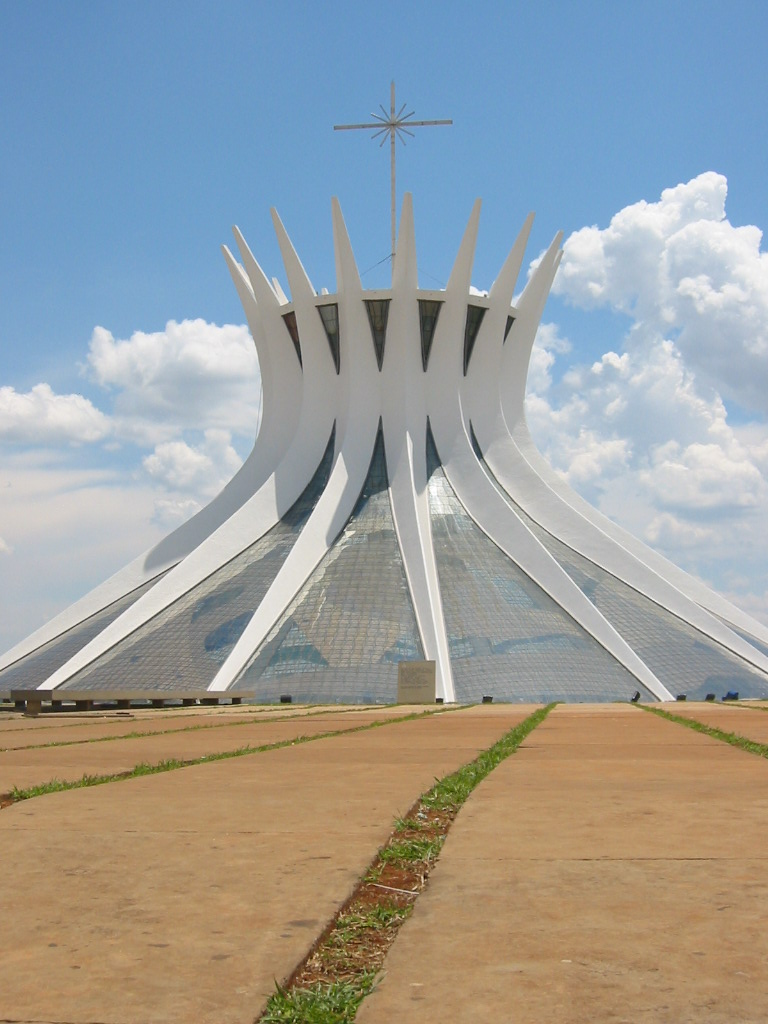
Cathédrale de Brasília

- 31 mai : consécration de la cathédrale de Brasília dessinée par Oscar Niemeyer.
- Construction des tours Seine et Keller, premières tours du quartier du Front-de-Seine dans Paris 15e.
- Inauguration de la préfecture du Val-d'Oise dessinée par Henry Bernard, premier bâtiment de la ville nouvelle de Cergy-Pontoise.

## Événements
- 21 octobre : création de l’Établissement public d’aménagement de Saint-Quentin-en-Yvelines (EPASQY).
- Création de la ville nouvelle de L'Isle-d'Abeau pour canaliser le développement de Lyon.

## Récompenses
- x

## Naissances
- x

## Décès
- 16 avril : Richard Neutra (° 8 avril 1892).
- 20 juillet : Egon Eiermann (° 29 septembre 1904).
- 11 septembre : Ernst May (° 27 juillet 1886).
- 13 novembre : Guillermo Gonzalez Sanchez (° 1900).